# Bethlehem (Pfullendorf)

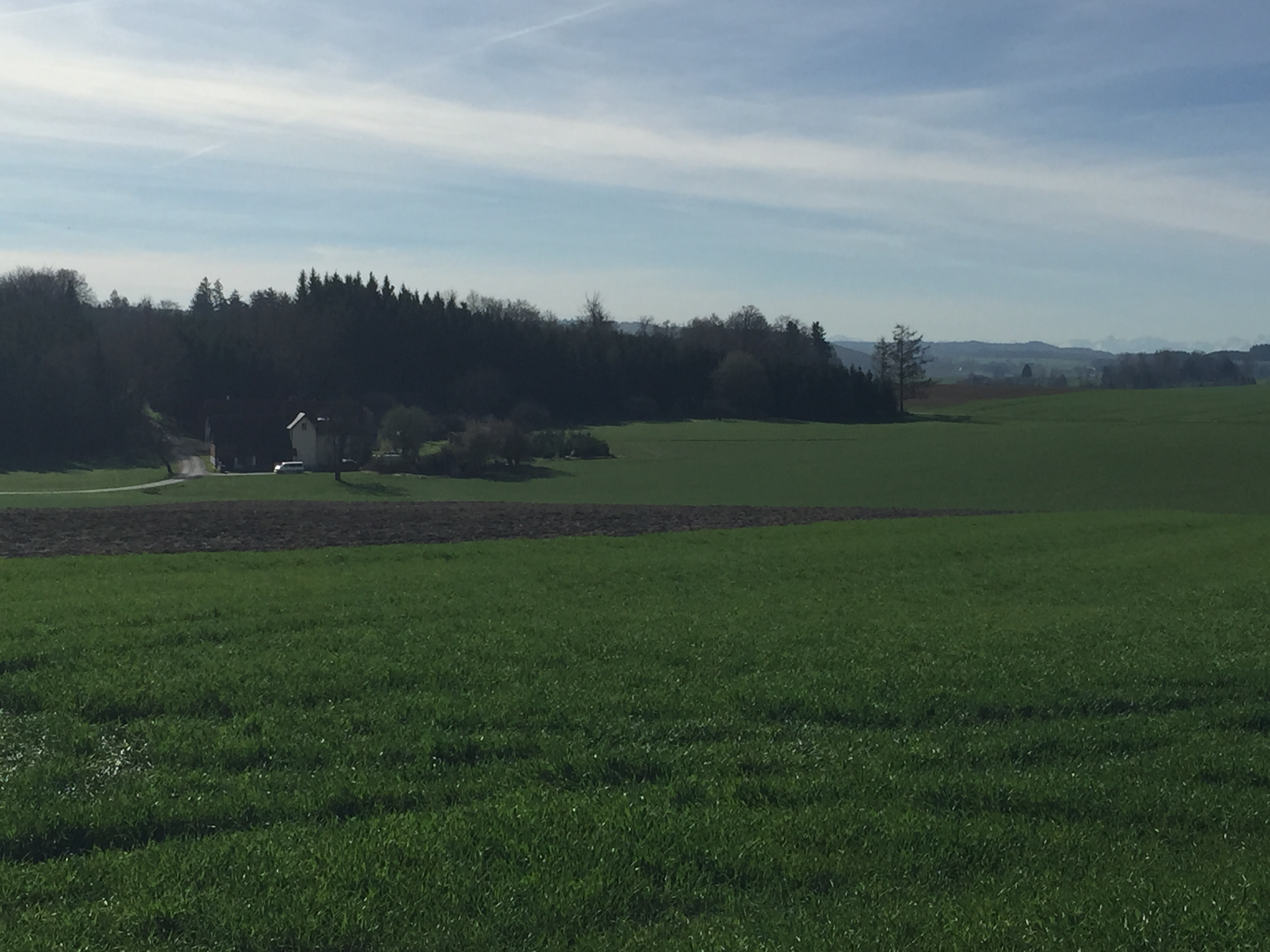
Westansicht

Bethlehem ist ein Wohnplatz von Gaisweiler, einer der sieben Ortschaften der Stadt Pfullendorf im Landkreis Sigmaringen in Baden-Württemberg, Deutschland.

## Geographische Lage

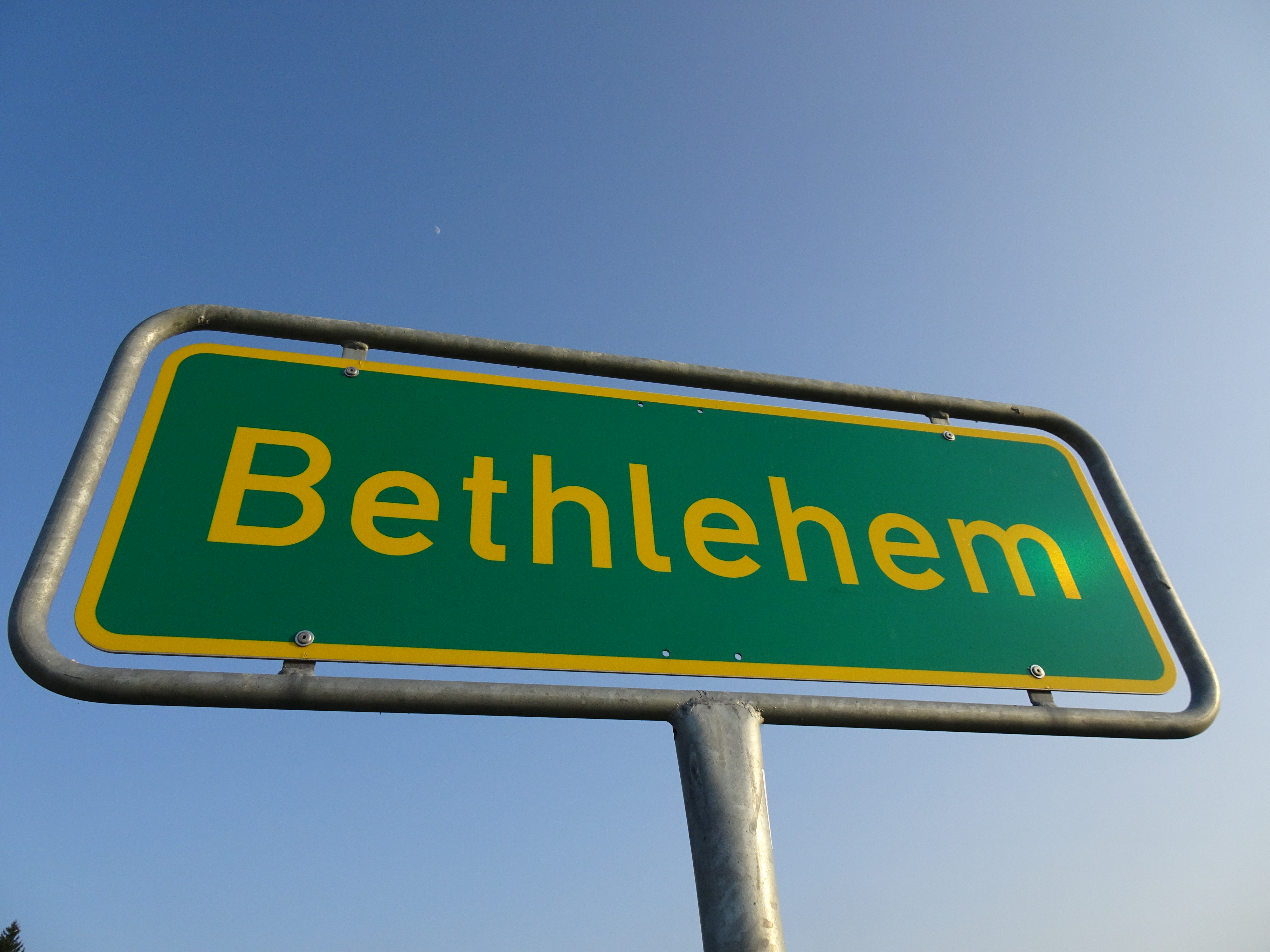
Ortshinweisschild von Bethlehem

Der abgeschiedene Weiler mit zwei Gehöften befinden sich rund einen Kilometer nördlich von Gaisweiler, zu dessen Gemarkung er politisch gehört, obwohl eines der Wohngebäude auf der Gemarkung des Walder Ortsteils Reischach liegt. Bethlehem liegt auf rund 650 m ü. NN westlich der bewaldeten Anhöhe „Ochsenbühl“ (661 m ü. NN), die ins Gewann „Bannholz“ übergeht, eine eiszeitliche Moränenlandschaft mit Kies und Sand.

## Geschichte
Der berühmte Ortsname „Bethlehem“ hat die biblische Weihnachtsgeschichte (Lk 2,1–20 ) als namensgebenden Ursprung – nach Überlieferung soll die heute im palästinensischen Gebiet liegende Stadt Bethlehem im Westjordanland der Geburtsort von Jesus Christus gewesen sein. Weltweit tragen gut ein Dutzend Orte und Ortsteile diesen Namen. Die Geschichte der vorliegenden Namensgebung ist ungesichert, wird aber von den Bewohnern anekdotisch wie folgt wiedergegeben:
Vor rund 200 Jahren schickte der Zimmermann Plepp von der benachbarten Gemeinde Wald täglich den Zimmergesellen Paul Talmann und seinen Berufskollegen Jakob Müller in den etwa drei Kilometer entfernten Wald bei Reischach. Das Gewann gehörte seit jeher dem früheren Zisterzienserinnenkloster Wald und wurde „Heiliger Wald“ genannt. Hier mussten sie im Winter Bäume fällen und die Stämme in den Sommermonaten zu Balken behauen. Diesen Holzplatz hieß man „Zimmerplatz“, nicht zuletzt auch deshalb, weil Josef, der von der Bevölkerung als der Vater Jesu angesehen wurde (Joh 1,45 : „Jesus aus Nazaret, den Sohn Josefs“), in christlichen Tradition als „der Zimmermann“ bezeichnet wird und als Schutzpatron des Zimmererhandwerks gilt.
Jeden Abend kehrten die beiden Männer müde von der schweren Arbeit in ihr Heimatdorf zurück. Eines Tages kam dem einen der Gedanke, am Waldrand ein Haus zu bauen, um sich den täglichen Marsch vom Dorf zum Wald und wieder zurück zu ersparen. Also baute Paul Talmann ein Haus mit Kuhstall und den Holzplatz zu seinem Wohnplatz. Wie bei damaligen Bauernhäuser üblich lag die Schlafstube direkt über dem Stall um von der tierischen Stallwärme zu profitieren. Als Talmann beim Einzug in das Haus auch seine Ehefrau mitbrachte, die Kühe aber häufig sehr unruhig waren ärgerte sich diese jede Nacht über den Lärm. Eines Nachts soll sie dann zu ihrem Mann gesagt haben: „Das ist hier ja wie in Bethlehem“. Weiter soll sie gesagt haben, dass sie hier nicht bleiben möchte. Jakob Müller hatte am Bauernhaus nichts auszusetzen und übernahm es von Talmann, der unterhalb des ersten ein zweites Haus in anderer Bauweise baute.
Zwar war nun Talmanns Frau zufrieden, jedoch die kleine Ansiedlung noch ohne Ortsname. In früheren Zeiten war die Bibel oft das einzige Buch in einem Haus war. Wer lesen konnte, der war deshalb oft recht bewandert im Inhalt der Heiligen Schrift. Die „Weißen Frauen von Klosterwald“, wie hier die Zisterzienserinnen genannt wurden, hatten einen starken Einfluss auf das religiöse Leben und das christliche Brauchtum. So auch die beiden frommen Zimmerleute. „Der heilige Josef war Zimmermann, wir beide sind es auch, also soll das hier Bethlehem heißen“. Sie äußerten dem Kloster gegenüber die Bitte, die Ansiedlung nach dem biblischen Geburtsort von Jesus Christus nennen zu dürfen. Da die Pflege des Weihnachtsbrauchtums den „Weißen Frauen“ allemal ein besonderes Anliegen war – wie es in einer alten Quelle heißt, besuchten während der Weihnachtszeit viele Familien aus den Gemeinden und den Höfen der Umgebung die großartigen Dreikönigs- und Herodesspiele des Klosters Wald – war diesen der Vorschlag zur Namengebung gerade recht und akzeptieren den Namen Bethlehem.
Wie es überliefert ist, brachten die Zimmerleute ihre Verehrung für den Schutzpatron dadurch zum Ausdruck, dass sie eine hölzerne Wiege bauten, die sie am Eingang zur Klosterkirche St. Bernhard in Wald aufstellten und in der jedermann, wenn die Glocken an Weihnachten zum Gottesdienst riefen, das Christkind wiegen durfte. Dann sang man gemeinsam die vertrauten, schönen Weihnachtslieder und insbesondere das Lied „Zu Bethlehem geboren“ aus dem Jahre 1637.
Die Klosterherrschaft Wald wurde im Jahr 1806 in der Säkularisation aufgehoben und dem Fürstentum Hohenzollern-Sigmaringen zugeschlagen. Zum 11. September 1806 war Bethlehem über Gaisweiler dem hohenzollerische Oberamt Wald zugeordnet. Das Fürstentum wurde 1850 zu den preußischen Hohenzollernsche Lande. Im Jahr 1862 ging das Oberamt in das Oberamt Sigmaringen (ab 1925 Landkreis Sigmaringen) über. Zum 1. Januar 1969 kam die Höfe Bethlehem über die damals selbstständige Gemeinde Gaisweiler an den Landkreis Überlingen, welche aber bei der Kreisreform 1973 zum 1. Januar 1973 zum neuen Landkreis Sigmaringen zurückkehrte. Im Zuge der Gemeindegebietsreform in Baden-Württemberg wurde Gaisweiler und somit auch Bethlehem zum 1. Januar 1975 zur Stadt Pfullendorf eingemeindet.
Der Wohnplatz Bethlehem zählt neun Einwohner in drei Familien, zwei Wohnhäuser, eine Scheune und eine Garage.

## Religion
Bethlehem gehört kirchlich zur katholischen Seelsorgeeinheit Wald/Hohenzollern, die ihren Ursprung im Kloster Wald hat. Die Seelsorgeeinheit ist Teil des Dekanats Sigmaringen-Meßkirch.

## Kultur und Sehenswürdigkeiten
Am Ort führt die Etappe Meßkirch–Pfullendorf des Linzgauer Jakobsweges, einem Teilstück des Via Beuronensis, vorbei. Ein handgemaltes Schild am Wegesrand dient als Wegweiser. Zur Zeit der klösterlichen Herrschaft erhielt der Zugang vom Kloster Wald (der heutigen Gemeinde Wald) nach Bethlehem den Namen „Eselsweg“.

### Regelmäßige Veranstaltung
- Neben dem regelmäßigen Jakobuspilgern führen auch Wanderungen des Schwäbischen Albvereins, der Tourist-Information Pfullendorf oder der Pfullendorfer Mittwochswanderer nach Bethlehem.
- Früher kamen Soldaten aus der Generaloberst-von-Fritsch-Kaserne in Pfullendorf nach Bethlehem zur Waldweihnacht.[5]

## Verkehr
Die Höfe liegen an der Verbindungsstraße von Gaisweiler (Stadt Pfullendorf) nach Reischach (Gemeinde Wald).

## Trivia
- Bereits mehrmals war der Südwestfunk in Bethlehem zu Fernsehaufnahmen.[9][10]
- Die Ortshinweistafel von Bethlehem ist zum Schutz gegen diebische Sammler fest einbetoniert.[5]
- Die Mitglieder der heute hier lebenden Familie, von denen fast alle „zu Bethlehem geboren“ sind, stammen direkt von einem dieser Zimmerleute ab.[11]
- Zwischen dem etwa 200 Jahre alten Wohnhaus, das inzwischen um den neuen Anbau erweitert wurde, und der 30 Meter entfernten Scheuer verläuft die Gemarkungsgrenze zwischen dem Walder Teilort Hippetsweiler und dem Pfullendorfer Teilort Gaisweiler. Hier war früher auch die Kreis- und Landesgrenze zwischen Überlingen und Sigmaringen, Baden und Hohenzollern.[12]
- Das Wasser bezogen die Bewohner lange Zeit aus einem eigenen Brunnen.[4]